# Борче Панов
Борче Панов (на македонска литературна норма: Борче Панов) е поет и есеист от Северна Македония.

## Биография
Роден е през 1961 година в Радовиш, тогава в Югославия. Завършва Филологическия факултет на Скопския университет. Работи в Община Радовиш. Член е на Дружеството на писателите на Македония от 1998 година.